# Francisco Michavila
Francisco Michavila Pitarch (Castellón de la Plana, 12 de diciembre de 1948), catedrático de Matemática Aplicada de la Universidad Politécnica de Madrid (Escuela Técnica Superior de Ingenieros de Minas y Energía), y desde septiembre de 2019 Profesor Emérito de la misma. Fundador y director de la Cátedra UNESCO de Gestión y Política Universitaria hasta noviembre de 2017, rector honorario de la Universitat Jaume I y director de la Cátedra INCREA (Innovación, Creatividad y Aprendizaje de la Universitat Jaume I) hasta 2018. Entre los años 2018 y 2019 ha sido Consejero de Educación en la representación permanente de España ante la OCDE, la Unesco y el Consejo de Europa.

## Biografía
Es ingeniero de minas por la E.T.S.I. Minas (Universidad Politécnica de Madrid) (1970), donde se doctoró en 1974 tras realizar sus estudios Avanzados en Matemáticas Aplicadas especialidad Análisis Numérico en la Universidad Pierre y Marie Curie de París (1972) y la diplomatura en Ingeniería Nuclear en el Instituto de Estudios Nucleares de la Junta de Energía Nuclear (1971).
Desde 1984 hasta 1990 fue director de la Escuela Técnica Superior de Ingenieros de Minas de la UPM.
En 1991 fue rector fundador de la Universitat Jaume I de Castellón de la Plana, cargo que desempeñó hasta 1993. En 1995 fue nombrado Secretario General del Consejo de Universidades hasta su dimisión en marzo de 1997 por discrepancias con la ministra de educación Esperanza Aguirre.
Académico de la Academia de Ciencias y Artes, Académico Numerario de la Real Academia de Doctores, patrono de la Fundación Giner de los Ríos- Institución Libre de Enseñanza (ILE) y miembro de la Junta directiva de la Corporación de Antiguos Alumnos y Amigos de la ILE.
Asimismo, ha sido director del proyecto de alianza de la Universidad Franco-Española], impulsada por los gobiernos de ambos países.
Fue nombrado  Consejero de Educación en la representación permanente de España ante la OCDE, la UNESCO y el Consejo de Europa (2018-2019). 
Desde 2019 es Profesor Emérito de la Escuela Técnica Superior de Ingenieros de Minas y Energía de la Universidad Politécnica de Madrid.

## Premios y reconocimientos
En 1971 obtuvo el Premio Nacional Fin de Carrera, así como el Premio Extraordinario de Doctorado en 1974.
Destaca su contribución a la creación del Espacio Europeo de Educación Superior que ha sido reconocida con el nombramiento de Officier dans l'Ordre National du Mérite de la Republique Française. También es Officier dans l’Ordre des Palmes Académiques de Francia, Académico Numerario de la Real Academia de Doctores de España (2001) y Académico de la  Academia Europea de Ciencias y Artes (2004); Miembro de Honor de la Asociación Alexander von Humboldt, miembro de la Junta directiva de la Corporación de Antiguos Alumnos y Amigos de la Institución Libre de Enseñanza; ha sido miembro del Conseil d'Evaluation Scientifique des activités de recherche des Écoles Nationales Supérieures des Mines et des Écoles Nationales Supérieures des Techniques Industrielles et des Mines de Francia y miembro del Comité Científico para Europa y Norteamérica del Foro UNESCO sobre Educación Superior, Investigación y Conocimiento de París y del Club de Roma.
Entre otros galardones, en 2007 recibió la Gran Cruz de la Orden de Alfonso X el Sabio, en noviembre de 2009, la Universidad de Las Palmas de Gran Canaria le concedió el doctorado honoris causa, y está en posesión de la medalla de Oro de la Universitat Jaume I.
Es y ha sido profesor invitado en varias universidades europeas (Brunnel University London,  Leonard de Vinci, Bourdeaux, École des Mines de París, Universität Karlsruhe…) y norteamericanas (Penn State University) y autor de numerosos libros, investigaciones y artículos que tienen como eje la política universitaria, entre los que destacan: "La salida del laberinto. Crítica urgente de la Universidad" (2001), "Contra la contrarreforma universitaria. Crónica esperanzada de un tiempo convulso" (2004) prologado por Gregorio Peces-Barba; y "La Universidad, corazón de Europa" (2008) prologado por el presidente del gobierno, José Luis Rodríguez Zapatero y Bolonia en Crisis (2012). También ha sido coordinador de las obras La Universidad española hoy (1998, escrito en colaboración con B. Calvo), La Universidad española hacia Europa (2000, escrito en colaboración con B. Calvo, y galardonado con el premio Alfonso Martín Escudero),  Los Rankings universitarios, mitos y realidades (2013), El gobierno de las universidades. Reformas necesarias y tópicos manidos (2015), Los males de la Europa social: Buscando soluciones (2017) o Más talento para la universidad española: Retenerlo, atraerlo, recuperarlo (2020).
Cabe destacar la dirección del Informe bienal “La Universidad Española en cifras 2012” (editada por la Crue Universidades Españolas), la coordinación del Observatorio de Empleabilidad y Empleo Universitarios (promovido y financiado por la Obra Social La Caixa), los informes para la rendición de cuentas de la Universitat Politécnica de València (2016 y 2018) y de la Universidad de Murcia (2017) o el proyecto de La carrera de un profesor universitario en España (2019), promovido por Crue Universidades Españolas. Asimismo, es colaborador en diferentes medios de comunicación como El País, El Mundo, El Periódico Mediterráneo, El Economista, Público, etc.

## Pensamiento y obra
Francisco Michavila ha vinculado en su trayectoria personal y profesional dos cuestiones clave: la ciencia y el humanismo, desarrolladas en su contribución literaria y laboral a través de varios ejes: el pensamiento educativo, centrado en la educación activa y la transformación de ésta mediante las tecnologías; su firme europeísmo, como el mejor proyecto de futuro y prosperidad para la ciudadanía; o su compromiso decidido con el pasado, presente y futuro del pueblo valenciano. Del mismo modo, su pensamiento está influido por los principios pedagógicos de la Institución de Libre Enseñanza, de cuya Fundación es patrono.
“Europeísmo, interculturalidad, solidaridad, ampliación de las libertades ciudadanas,... no son malos materiales para amasar el tiempo de las generaciones futuras.” '
Sobre la ciencia y el humanismo
El profesor Michavila ha tenido muy presente el vínculo entre ciencia y humanismo. A este respecto, en su  artículo de El País (3/10/10) afirma:
La ciencia y el humanismo son dos buenas causas en las que ocupar la vida. Dos grandes motivos para vivir plenamente. Pasión científica, sentido humanista, son significados intensos, calificaciones que ennoblecen el quehacer de un ser humano. Pero, ¿se excluyen entre sí?, ¿la vocación científica se conjuga bien con el sentimiento humanista?, ¿puede hallarse un equilibrio entre ambas? Por una parte, la actividad científica tiene mucho de especialización, de abstracción, de aislamiento creativo. Por otra, el humanismo conduce con frecuencia al compromiso social y está más próximo de lo global que de lo individual. 
Sobre la educación activa y las metodologías universitarias

Un asunto clave para el futuro de la educación universitaria, sobre el que comenta en el artículo de El País (08/12/14) es:
El tópico de que “cada vez vienen peor preparados” no ha recibido la réplica contundente que merece. Mi experiencia como profesor y como responsable de alguna institución universitaria me lleva a afirmar lo contrario. (…) La buena docencia universitaria no es cuestión de retórica, necesita los recursos adecuados y que, posteriormente, se evalúen los resultados alcanzados. Se ha ganado terreno, sí, pero el avance es insuficiente.
Sobre el europeísmo y la construcción de Europa

Sin duda, este eje ha marcado el pensamiento y la acción de Francisco Michavila durante toda su trayectoria personal y profesional. De forma concreta, a lo largo de sus escritos recogidos en su columna “ Inquietudes de un europeo” expone las siguientes ideas:
La Unión Europea no consiste en la coexistencia entre la Europa del Norte y la Europa del Sur. Son parte de un todo indivisible.  La construcción europea, ahora tan solo a la mitad del camino deseado, es un proyecto unificador. Con criterios económicos y normas de comportamiento comunes, para hacer planes colectivos y resolver juntos los problemas. (17/05/20) 
Stefan Zweig simboliza lo mejor del alma europea (…)Sus ideas sobre el porvenir de Europa, su fe en la fraternidad entre sus pueblos, su pretensión de sumar a pensadores diversos, sin importar su lugar de nacimiento, en la lucha colectiva por un mundo más justo, son recetas de ayer válidas para el presente, por más convulso y cuesta arriba que parezca nuestro tiempo 
En nuestro proyecto europeo, como si se viese aquejado de achaques debidos a sus muchos años, tras dar dos pasos adelante sigue uno hacia tras. En cada retroceso es precisamente cuando la desorientación debe combatirse.  (…) La flaqueza se vence con el pensamiento, con el avance científico, con la creación artística. Cada una a su modo son barreras al desánimo, una certidumbre de la Europa cultural, científica y política que forjaron tantos genios artísticos, científicos y literarios imbuidos de europeísmo. 
Los dos mayores males que frenan el progreso de un pueblo como colectivo son la desunión irreconciliable, cuando no odio africano, de sus líderes políticos con su visceral negación del pan y la sal al adversario político, al que convierten en enemigo político, y la corrupción y el enriquecimiento irregular de sus altos dirigentes a costa de la posición que ocupan. 
Sobre sus vivencias en París
Particularmente, Michavila narra en su libro Mi París (2021) sus experiencias y vivencias acaecidas en diferentes etapas de su vida, a través de un relato novelado que mezcla hechos reales con algunos ficticios. El relato discurre de ese modo en tres etapas de su vida, con tres ritmos distintos, el primero impulsivo, apasionado, seguido de otro de plasmación de sus sueños juveniles en realidades universitarias, y uno último reflexivo, en el que reafirma y atempera sus posiciones e ideales.
En él, aparecen diversas personalidades francesas del mundo científico, intelectual y político con quienes el autor ha compartido hechos de su vida: Jacques Delors, Claude Allègre, Francis Gutmann, Anne Hidalgo, Jean Mandel, René de Possel, Jacques-Louis Lions, Laurent Schwartz, Pierre-Arnaud Raviart, Olivier Pironneau, Gerard Petiau, Jean-Jacques Payan, Michel Barat, Françoise Allaire y Jacques Levy, entre otros.
Sobre la integración europea de las universidades españolas y sus alianzas

En el artículo "Del aislacionismo a las alianzas" comenta que:
Las universidades han pasado de mirar al interior a la búsqueda de oportunidades para la colaboración, sea entre universidades o con entidades públicas y privadas de otros ámbitos. La construcción del Espacio Europeo de Educación Superior y la internacionalización de las universidades han convertido a la cooperación y las alianzas en un valor emergente para el futuro. En un escenario de competencia entre universidades, las alianzas son indispensables para la multiplicación de oportunidades en la captación de los mejores estudiantes, profesores e investigadores universitarios, así como para favorecer los resultados de la actividad universitarias. 
Sobre su compromiso con el pueblo valenciano

Francesc Michavila ha mostrado un firme compromiso con su tierra, con el pueblo valenciano, su progreso y su prosperidad, como se recogía en 2013, en el artículo “¿Tiene futuro el pueblo valenciano?” :
El pueblo valenciano es resistente, lo ha sido a lo largo de su historia, ha sabido encajar situaciones adversas y soportar con resignación humillaciones pero no ha abandonado (…) Los valencianos debemos, en voz bien alta, proclamar la ruptura y pedir que otros vengan, que hagan méritos para ilusionar a los ciudadanos y que muestren sus capacidades para recibir la confianza. Es la hora de comprometerse, de involucrarse en los problemas colectivos y de buscar entre todas las solucione. (…) Tenemos tantas razones para no renunciar, tantos motivos para alzar la voz y sentimos por dentro tanta creatividad que no puede ser éste el momento de la rendición colectiva, sino el del paso hacia adelante. (16/11/13)

Obras destacadas de Política Universitaria:
Libros publicados
- Mi París (2021). Ediciones Morata.
- Bolonia en Crisis (2012). Tecnos. ISBN 978-8430957309
- El día después de Bolonia (2011). Tecnos 978-8430952960
- La universidad corazón de Europa (2008). Tecnos. ISBN 8430947019
- Contra la contrarreforma universitaria (2004). Tecnos. ISBN 9788430942046
- La salida del laberinto. Crítica urgente de la Universidad (2001). Ed. Complutense.
- Hacia una nueva universidad (2001, en colaboración con A. Embid). Tecnos. ISBN 84-309-3734-X
- La universidad española hacia Europa (2000, en colaboración con B. Calvo). [Premio Alfonso Martín Escudero]. Mundiprensa. ISBN 847114879X
- La universidad española hoy. Propuestas de una política universitaria (1998, en colaboración con B. Calvo). Ed. Síntesis.

Otras obras en colaboración
- Alcón, E., Michavila, F. y Ripollés, M. (editores) (2020). Más talento para la universidad española:Retenerlo, atraerlo, recuperarlo. Madrid: Tecnos. ISBN  9788430979219
- Michavila, F., Martínez, J.M., Sánchez-Canales, M. (2018). Informe de rendición de cuentas, 2018. Valencia. Universitat Politècnica de València.
- Michavila et al. (2018). Rendición de cuentas I. Universidad de Murcia.
- Michavila, F., Martínez, J. M., Martín-González, M., García-Peñalvo, F. J. y Cruz-Benito, J., Vázquez-Ingelmo, A. (2018). Barómetro de Empleabilidad y Empleo Universitarios. Edición Máster 2017. Madrid: Observatorio de Empleabilidad y Empleo Universitario.
- Climent, V., Michavila, F. y Ripollés, M. (editores) (2017). Los males de la Europa social: Buscando soluciones. Madrid: Tecnos. ISBN 978-8430971503
- Michavila, F., Martínez, J. M., Martín-González, M., García-Peñalvo, F. J. y Cruz-Benito, J. (2016). Barómetro de Empleabilidad y Empleo de los Universitarios en España, 2015 (Primer informe de resultados). Madrid: Observatorio de Empleabilidad y Empleo Universitarios.
- Climent, V., Michavila, F. y Ripollés, M. (editores) (2015). El gobierno de las universidades. Reformas necesarias y tópicos manidos. Madrid: Tecnos. ISBN  978-8430979219
- Michavila, F., Martínez, J. M., Ladrón, A. y Merhi, R. (2014). Informe sobre la internacionalización de las universidades de Madrid. Fundación Universidad-Empresa & Madri+d.
- Michavila, F. (director), Martínez, J., Merhi, R., et al. (2013). La Universidad Española en cifras 2012. Conferencia de Rectores de las Universidades Españolas (CRUE).
- Climent, V., Michavila, F. y Ripollés, M. (coords.) (2013). Los rankings universitarios, mitos y realidades. Tecnos.
- Alcón, E. y Michavila, F. (coords.) (2012). La universidad Multilingüe. Tecnos.
- Michavila, F., Toledo, F. y Alcón, E. (coords.) (2006). Universidad y economía en Europa. Tecnos.

Obras de Matemática Aplicada:
Libros publicados
- Métodos de Aproximación (1987,en colaboración con C. Conde). Cuaderno 2, 3ª. Edición.
- Fundamentos del Cálculo Numérico 1: Topología Métrica” (1986). Ed. Reverté, en la colección “Matemática Aplicada e Informática”, bajo la dirección científica de F. Michavila.
- Programación y Cálculo Numérico (1985, en colaboración con L. Gavete). Ed. Reverté,en la colección “Matemática aplicada e Informática” bajo la dirección científica de F. Michavila.
- El Método de los elementos Finitos y aplicaciones (1984, en colaboración con G. Winter y F.J. Elorza). Departamento de Publicaciones de la E.T.S.I. Industriales de la Universidad Politécnica de Las Palmas de Gran Canaria.
- Matemáticas Especiales (1976, en colaboración con J.M. Estefanía y E. Aguinaga).
- Elementos de Análisis Matemático (1974, en colaboración con J.M. Estefanía).

Apariciones destacadas en medios de comunicación:
- Stefan Zweig, la conciencia europea (El Periódico Mediterráneo, 09/05/21)

- La Europa de Beethoven y de Víctor Hugo (El Periódico Mediterráneo, 14/03/21)
- "Uno de los retos es ampliar la participación de las universidades españolas en Europa" (El Economista, 23/05/18)
- ¿Hay demasiadas universidades en España?  (Nueva Revista, 19/12/14)
- Muchos avances, pero insuficientes  (El País 05/12/14)
- La reanudación de la Historia (El País 23/10/14)

- "No respetan ni Erasmus" (El País, 13/11/13)
- “Esta medida solo favorece la exclusión” (El País, 07/06/13)
- Entrevista a Francisco Michavila (Periódico Escuela, 22/06/12)
- Males y remedios (El País, 22/01/12)
- Alianzas que no fusiones (El País, 15/10/11)
- ¿Qué hacemos con los malos profesores? (El País, 09/11/09)
- Talento y talante (El Mundo, 09/03/04)

| Predecesor: Primer rector            | Rector de la Universitat Jaume I 1991 - 1993                                                                              | Sucesor: Celestino Suárez    |
| Predecesor: Miguel Ángel Quintanilla | Secretario General del Consejo de Universidades 1995 - 1997                                                               | Sucesor: Juan Roca Guillamón |
| Predecesor: Alicia Delibes           | Consejero de Educación en la representación permanente de España ante la OCDE, la UNESCO y el Consejo de Europa 2018-2019 | Sucesor: Jordi Garcés Ferrer |